# Тьерра-дель-Фуэго (провинция)
Провинция Тьерра-дель-Фуэго  (исп. Provincia de Tierra del Fuego (Chile)) — провинция в Чили в составе области Магальянес-и-ла-Антарктика-Чилена.
Включает в себя 3 коммуны.
Территория — 22 593 км². Население — 8364 человека (2017). Плотность населения — 0.37 чел./км².
Административный центр — Порвенир.

## География
Провинция расположена в западной части острова Огненная Земля.
Провинция граничит:
- на севере — провинция Магальянес
- на востоке — провинция Огненная Земля, Антарктида и острова Южной Атлантики (Аргентина)
- на юге — провинция Антарктика-Чилена
- на западе — провинция Магальянес

## Административное деление
Провинция включает в себя 3 коммуны:
- Порвенир. Админ.центр — Порвенир.
- Примавера. Админ.центр — Примавера.
- Тимаукель. Админ.центр — Тимаукель.